# Cattedrale di Västerås
La cattedrale di Västerås (in svedese Västerås domkyrka) è la cattedrale luterana di Västerås, in Svezia, e sede della diocesi di Västerås. La cattedrale fu costruita nel XIII secolo e consacrata il 16 agosto 1271, ma successive modifiche ne hanno cambiato l'aspetto originale. La guglia è stata costruita dall'architetto svedese Nicodemus Tessin il Giovane.
La cattedrale contiene tre pale d'altare fiamminghe, tra cui una nella cappella dei battesimi, eseguita ad Anversa agli inizi del XVI secolo, ed una nella cappella degli apostoli, opera di Jan Borman e databile intorno al 1500.